# Епархия Сьюдад-Гуаяны
Епархия Сьюдад-Гуаяны (лат. Dioecesis Civitatis Guayanensis) — епархия Римско-католической церкви с центром в городе Сьюдад-Гуаяна, Венесуэла. Епархия Сьюдад-Гуаяны входит в митрополию Сьюдад-Боливара.

## История
20 августа 1979 года Папа Римский Иоанн Павел II издал буллу «Cum nos Domini Nostri mandato», которой учредил епархию Сьюдад-Гуаяны, выделив её из архиепархии Сьюдад-Боливара.
25 марта 1988 года епархия Сьюдад-Гуаяны была расширена за счёт территории архиепархии Сьюдад-Боливара.

## Ординарии епархии
- епископ Медардо Луис Лузардо Ромеро (20.08.1979 — 26.05.1986), назначен архиепископом Сьюдад-Боливара;
- епископ Хосе де Хесус Нуньес Вилориа (13.01.1987 — 21.07.1990);
- епископ Убальдо Рамон Сантана Секера, F.M.I.[1] (2.05.1991 — 11.11.2000), назначен архиепископом Маракайбо;
- епископ Мариано Хосе Парра Сандовал (10.07.2001 — 25.10.2016), назначен архиепископом Коро;
- епископ Хелисандро Теран Бермудес, O.S.A. (29.07.2017 — 19.03.2022), назначен архиепископом-коадъютором Мериды;
- епископ Карлос Альфредо Кабесас Мендоса (с 8 декабря 2022 года).